# Amora Mautner
Amora Mautner (Río de Janeiro, 24 de mayo de 1975) es una directora y actriz de televisión brasileña.

## Vida
Hija del cantante, compositor y escritor Jorge Mautner, estuvo casada con el actor Marcos Palmeira, con quien tuvo una hija, Júlia, nacida en septiembre de 2007.
En el inicio de su carrera, con 16 años, actuó como actriz en la novela Vamp de la Rede Globo, mas prefirió trabajar principalmente como directora. Estuvo involucrada en otros proyectos como Celebridad y Cuento encantado. El día 24 de marzo de 2014, es promovida de directora de novelas, para ser directora de núcleo.

### Como directora
- 1995 Malhação (asistente de dirección)
- 1996/97 Salsa e Merengue (asistente de dirección)
- 1997/98 Anjo Mau (asistente de dirección)
- 1998 Dona Flor e Seus Dois Maridos (asistente de dirección)
- 1998 Labirinto (asistente de dirección)
- 1999 Andando nas Nuvens (asistente de dirección)
- 2000/01 El clavel y la rosa (dirección)
- 2001 Um Anjo Caiu do Céu (dirección)
- 2002 Deseos de mujer (dirección)
- 2003 Agora É Que São Elas (dirección)
- 2003/04 Celebridad (dirección)
- 2005 Mad Maria (dirección)
- 2006 JK (dirección)
- 2007 Paraíso Tropical (dirección)
- 2008 Três Irmãs (dirección)
- 2009 Cuna de gato (dirección general)
- 2010 As Cariocas (dirección general)
- 2011 Cuento encantado (dirección general)
- 2012 Avenida Brasil (dirección general)
- 2013 Preciosa perla (dirección general)
- 2014 Eu Que Amo Tanto (dirección general)
- 2015 Reglas del juego (dirección general y núcleo)

### Como actriz
- 1991/92 Vamp (telenovela) … Paula
- 1992 Você Decide (serie) (episodio Tabu)